# Cymatura itzingeri
Cymatura itzingeri es una especie de escarabajo longicornio del género Cymatura, tribu Xylorhizini, subfamilia Lamiinae. Fue descrita científicamente por Breuning en 1935.
La especie se mantiene activa durante el mes de julio.

## Descripción
Mide 22-33 milímetros de longitud.

## Distribución
Se distribuye por Malaui y Tanzania.